# برناردو فيكتور كروز توريس
برناردو فيكتور كروز توريس (بالإسبانية: Bernardo Cruz)‏ (17 يوليو 1993 في إسبانيا - ) هو لاعب كرة قدم إسباني في مركز الدفاع. لعب مع إشبيلية أتلتيكو وراسينغ سانتاندير ونادي قرطبة وCórdoba CF B ‏.

## وصلات خارجية
- برناردو فيكتور كروز توريس على موقع قاعدة بيانات كرة القدم.إي يو (الإنجليزية)
- برناردو فيكتور كروز توريس على موقع Soccerway.com (الإنجليزية)
- برناردو فيكتور كروز توريس على موقع AS.com (الإسبانية)